# Muricea spicifera
Muricea spicifera is een zachte koraalsoort uit de familie Plexauridae. De koraalsoort komt uit het geslacht Muricea. Muricea spicifera werd in 1821 voor het eerst wetenschappelijk beschreven door Lamouroux. 